# Leopold Surmacki
Leopold  Surmacki,  (Zsurmay Lipót), pseud. Czurmaj, (ur. ok. 1815, zm. w 1867) – uczestnik powstania listopadowego w 1830–1831 i powstania krakowskiego w 1846, podpułkownik w powstaniu węgierskim, naczelny dowódca  powstania siedmiogrodzkiego, bohater Wiosny Ludów.

## Pochodzenie i lata szkolne
Pochodził z bogatej,  polskiej rodziny szlacheckiej, osiadłej w Proszowicach koło Krakowa. Uczył się w szkołach krakowskich, następnie służył w wojsku austriackim. 

## Udział w powstaniach
Mimo młodego wieku, wziął udział w powstaniu listopadowym w 1830–1831 i dał się poznać jako odważny żołnierz. Następnie walczył w powstaniu krakowskim 1848 r.
W czasie  Wiosny Ludów, w początkach grudnia 1848 r. udał się na Węgry. Od 5 do 9 grudnia 1848 r. dowodził przez kilka dni w powstaniu węgierskim w Siedmiogrodzie, mimo słabej znajomości języka węgierskiego.        
9 grudnia 1848 naczelną komendę przyjął od niego gen. Józef Bem i pod jego dowództwem walczył w kampanii zimowej. Uczestniczył m.in. w walkach o Kolozsvár (obecnie Kluż-Napoka) 25 grudnia 1848.
Od 19 grudnia 1848 do 13 stycznia 1849 brał udział w dowodzonym przez gen Bema 8-tysięcznym korpusie i w pokonaniu 10-tysięcznej armii austriackiej gen. Antona Puchnera oraz w wyparciu wojsk zaborczych z północnej części Siedmiogrodu.    
Za męstwo został awansowany 3 lutego 1849 na majora (z datą 23 I). Prawdopodobnie 15 marca 1849 uczestniczył w zajęciu Nagyszeben (obecnie Sybin) i otrzymał stopień podpułkownika. W marcu gen. Józef Bem rozkazał rozstrzelać za niesubordynację dwóch huzarów z oddziału Surmackiego. Surmacki nie mogąc temu zapobiec, popadł w konflikt z gen. Bemem i poprosił o przeniesienie do dywizji huzarów gen. G. Kmety'ego.  
Leopold Surmacki po klęsce wojsk powstańczych, został uwięziony, ale w 1850 roku, po zawieszeniu broni, został ułaskawiony.
Po 1859 roku przebywał we Włoszech w Legionach jako pułkownik.   